# Jerome (Arizona)
Jerome és una població dels Estats Units a l'estat d'Arizona. Segons el cens del 2007 tenia 353 habitants.

## Demografia
Segons el cens del 2000, Jerome tenia 329 habitants, 182 habitatges, i 84 famílies La densitat de població era de 178,9 habitants/km².
Dels 182 habitatges en un 17% hi vivien nens de menys de 18 anys, en un 29,1% hi vivien parelles casades, en un 9,9% dones solteres, i en un 53,8% no eren unitats familiars. En el 41,8% dels habitatges hi vivien persones soles el 8,2% de les quals corresponia a persones de 65 anys o més que vivien soles. El nombre mitjà de persones vivint en cada habitatge era d'1,81 i el nombre mitjà de persones que vivien en cada família era de 2,37.
Per edats la població es repartia de la següent manera: un 12,8% tenia menys de 18 anys, un 7% entre 18 i 24, un 26,7% entre 25 i 44, un 41% de 45 a 60 i un 12,5% 65 anys o més.
L'edat mediana era de 46 anys. Per cada 100 dones de 18 o més anys hi havia 97,9 homes.
La renda mediana per habitatge era de 27.857 $ i la renda mediana per família de 27.222 $. Els homes tenien una renda mediana de 23.750 $ mentre que les dones 23.750 $. La renda per capita de la població era de 19.967 $. Aproximadament el 4,2% de les famílies i el 15,1% de la població estaven per davall del llindar de pobresa.

## Poblacions més properes
El següent diagrama mostra les poblacions més properes.